# Trichoura torynopoda
Trichoura torynopoda är en tvåvingeart som beskrevs av Jason Gilbert Hayden Londt 1994. Trichoura torynopoda ingår i släktet Trichoura och familjen rovflugor. Inga underarter finns listade i Catalogue of Life.